# BA-23
BA-23装甲車はソビエト連邦の装甲車である。ペーパープランのみで試作車両は存在しない。

## 概要
1937年に開発に着手されるもその年の内に開発が放棄された車両である。化学兵器を扱う装甲車として計画されていた。
ソ連において化学兵器装甲車という車種は1932年頃からいくつかが試作されてきたが、いずれもペーパープランに終わっている。
BA-23の後に開発されたKS-18がようやく量産段階にまで漕ぎつけられたものの、これも100両前後の生産に終わっており、以後化学兵器を専門に扱う車両の開発というものは行われなくなった。

## 化学兵器
主に毒ガスの散布をメインとし、800リットルのガスタンクを内蔵し、U字型の噴射口が備え付けられる予定だったとされる。
このシステムはCOP-18と呼ばれるもので、これは後続のKS-18でも使用されている。

## 参考
- А. Г. Солянкин, М. В. Павлов, И. В. Павлов, И. Г. Желтов. Отечественные бронированные машины. XX век. 1905—1941 — Москва: Экспринт, 2002. — Т. 1. — 344 с. — 2000 экз. — ISBN 5-94038-030-1.